# Micha Sujashvili
Pas d'image ? Cliquez ici

b Matchs officiels uniquement.
Dernière mise à jour le 7 janvier 2012.
Michael Micha Sujashvili (en géorgien : მიშა სუჯაშვილი et phonétiquement en français : Micha Soudjachvili), né le 17 novembre 1977, est un joueur de rugby à XV géorgien. Il joue en équipe de Géorgie et évolue au poste de pilier.

## Biographie
Micha Sujashvili honore sa première cape internationale en équipe de Géorgie le 14 février 2004 contre l'équipe du Portugal.

## Statistiques en équipe nationale
- 11 sélections
- 5 points (1 essai)
- Sélections par année : 2 en 2004, 4 en 2005, 5 en 2006